# 米雕
米雕是一种在大米上写字，画画并配饰成的饰品。米雕兴旺于2000年后，由哈尔滨一民间艺人创立（以前街头艺人称之为米上刻字，源起何时不详）。民间有传说，但无正史可考。传说宋徽宗年间有一赶穷考秀才进京赶考，名落孙山，盘缠用完了饥渴之极突发奇想，当街用糯米在其上写人名和一个福字，不想求字之人甚多，收入颇丰。一年后居然成为一名米粮商人，富锦还乡。